# Československá celostátní liga
Československá celostátní liga – najwyższa liga drużynowych rozgrywek szachowych w Czechosłowacji, organizowana przez Československý šachový svaz. Zwycięzca ligi zostawał mistrzem kraju.

## Historia
Liga została wprowadzona w 1969 roku w miejsce poprzednich mistrzostw drużynowych. Początkowo w lidze rywalizowało 12 zespołów. Pierwszym mistrzem został Slovan Bratysława. W 1973 roku zwiększono liczbę uczestników do 14. W sezonie 1978/1979 rywalizowało 11 drużyn, później 12. W 1983 roku liczba uczestników została zmniejszona do 8. W 1990 roku zwiększono ligę do 14 zespołów. W sezonie 1991/1992 liga funkcjonowała pod nazwą Česko-Slovenská celostátní liga. Po rozpadzie Czechosłowacji, mimo nacisków szczególnie ze słowackiej strony, aby utrzymać wspólną ligę dla drużyn czeskich i słowackich, utworzone zostały oddzielnie Extraliga czeska i Extraliga słowacka.

## Medaliści
Źródło: OlimpBase
| Sezon     | 1. miejsce            | 2. miejsce            | 3. miejsce            |
| --------- | --------------------- | --------------------- | --------------------- |
| 1969/1970 | Slovan Bratysława     | TŽ Trzyniec           | Slavia VŠ Praga       |
| 1970/1971 | Dopravní podnik Praga | ÚDA Praga             | Slavoj Wyszehrad      |
| 1971/1972 | TŽ Trzyniec           | Slavoj Wyszehrad      | ÚDA Praga             |
| 1972/1973 | Tesla Karlin          | ÚDA Praga             | Slavoj Wyszehrad      |
| 1973/1974 | TŽ Trzyniec           | ÚDA Praga             | Slovan Bratysława     |
| 1974/1975 | ÚDA Praga             | Slavoj Wyszehrad      | Slovan Bratysława     |
| 1975/1976 | ÚDA Praga             | Dopravní podnik Praga | Tesla Karlin          |
| 1976/1977 | Slavia Hradec Králové | Slovan Bratysława     | ÚDA Praga             |
| 1977/1978 | Slavoj Wyszehrad      | Slavia Hradec Králové | Slavia VŠ Praga       |
| 1978/1979 | Dopravní podnik Praga | Slavoj Wyszehrad      | Sigma Ołomuniec       |
| 1979/1980 | Dopravní podnik Praga | Sigma Ołomuniec       | Slavoj Wyszehrad      |
| 1980/1981 | TŽ Trzyniec           | ÚDA Praga             | Dopravní podnik Praga |
| 1981/1982 | Bohemians Praga       | Lokomotiva Ołomuniec  | Slovan Bratysława     |
| 1982/1983 | Dopravní podnik Praga | Bohemians Praga       | TŽ Trzyniec           |
| 1983/1984 | TŽ Trzyniec           | Slovan Bratysława     | Lokomotiva Ołomuniec  |
| 1984/1985 | Bohemians Praga       | Slavoj Wyszehrad      | Lokomotiva Ołomuniec  |
| 1985/1986 | Lokomotíva ŽOS Trnawa | Univerzita Brno       | Bohemians Praga       |
| 1986/1987 | Lokomotiva Ołomuniec  | Univerzita Brno       | Bohemians Praga       |
| 1987/1988 | Univerzita Brno       | Lokomotiva Ołomuniec  | Slavia Hradec Králové |
| 1988/1989 | Bohemians Praga       | Univerzita Brno       | Slavoj Wyszehrad      |
| 1989/1990 | Slavoj Wyszehrad      | Bohemians Praga       | ÚDA Praga             |
| 1990/1991 | Baník Karwina         | TŽ Trzyniec           | Slavia Hradec Králové |
| 1991/1992 | Bohemians Praga       | Slavia Hradec Králové | Lokomotíva Trnawa     |